# Renierita
La renierita és un mineral de la classe dels sulfurs. Va ser descoberta l'any 1948 en una mina a la província de Katanga (República Democràtica del Congo), sent nomenada així en honor d'Armand Marie Vincent Joseph Renier (1876-1951), director d'investigacions geològiques de Bèlgica.

## Característiques
La renierita és un mineral rar amb cations de coure, zinc, ferro, arsènic i germani, que pertany a la classe dels sulfurs. A la fórmula el balanç de càrrega és mantingut mitjançant la substitució acoblada Zn + Ge = Cu + As. A més dels elements de la seva fórmula, sol portar com impureses: gal·li i plom.

## Formació i jaciments
És un mineral rar, que apareix en uns pocs jaciments polimetàl·lics d'alteració hidrotermal amb germani, així com en jaciments en dolomies amb coure, plom i zinc. Sol trobar-se associada a altres minerals com: germanita, tennantita, enargita, digenita, bornita, calcopirita o esfalerita.